# Khusrau Mirza
Khusrau Mirza (anche Khusrow Mirza; Lahore, 16 agosto 1587 – Burhanpur, 26 gennaio 1622) è stato un principe indiano, figlio maggiore ed erede presunto dell'imperatore Moghul Jahangir, tuttavia, dopo essersi a lui ribellato, fu catturato, imprigionato e accecato, per poi essere giustiziato con un pretesto dal suo fratellastro minore, Khurram Mirza, che qualche anno dopo sarebbe salito al trono con il nome Shah Jahan.
Da ragazzo, era considerato il più talentuoso dei figli di suo padre e il possibile erede più promettente, tanto da essere istruito direttamente da suo nonno, l'imperatore Akbar, che ne apprezzava in particolare le virtù guerriere, ed era popolare anche fra la gente comune. Tuttavia, non era amato da suo padre, che gli preferiva i figli minori Khurram e Shahryar. Per questo motivo, Khusrau cercò di prendere il trono con la forza, ma fu sconfitto e catturato: condannato a morte, fu risparmiato solo grazie alle numerose personalità che supplicarono Jahangir a suo favore, fra cui suo suocero Mirza Aziz Koka, suo zio materno Raja Man Singh, sua zia paterna Shakrunnissa Begum, sua nonna paterna, l'imperatrice madre Mariam-uz-Zamani, e la regina vedova Salima Begum. Jahangir acconsentì a salvargli la vita, limitandosi ad accecarlo per rimuoverlo dalla successione al trono, ma nel 1622 Khusrau fu comunque giustiziato dal suo fratellastro Khurram, col pretesto che stava progettando la fuga dal palazzo dov'era confinato.

## Biografia
Khusrau Mirza nacque il 16 agosto 1587 a Lahore, da Salim Mirza, figlio dell'imperatore Moghul Akbar, e dalla sua prima moglie, la principessa Rajput Manbhawati Bai. Era il secondo figlio della coppia, dopo una figlia, Sultanunnissa Nithar Begum (1586 - 1646), e il primo figlio maschio di Salim, che, per onorare la madre, le concesse il titolo di Shah Begum, con cui divenne nota.
Khusrau crebbe più vicino al nonno Akbar, che ne curò l'educazione, che al padre, tanto da chiamare il primo "padre" (Shahi Baba) e il secondo "fratello maggiore" (Shahi Bahi). Khusrau venne educato dai migliori studiosi di Agra, seguendo un programma ampio ed impegnativo. In particolare, studiò le lingue sotto Abu'l-Fazl ibn Mubarak e suo fratello Abu'l Khair, e venne istruito in campo militare da suo zio Raja Man Singh. A causa delle sue origini Rajput e indù, Akbar assunse anche un bramino, Shiv Dutt Bhattacharya, perché lo istruisse nella lingua e nella cultura materna. Il 28 marzo 1594, all'età di sei anni, venne nominato comandante di un'unità di cavalleria di 5.000 uomini e gli vennero assegnate le risorse della provincia di Orissa.
Coerentemente con i principi di tolleranza religiosa di Akbar, a Khusrau furono insegnato i rudimenti del cristianesimo, così da poter comunicare meglio coi missionari portoghesi gesuiti e con gli ufficiali britannici della Compagnia delle Indie Orientali presenti sul territorio, e venne invitato a mostrare rispetto in presenza di sacerdoti stranieri: è riportato, ad esempio, che quando affiancava Akbar nel riceverli, s'inginocchiava e giungeva le mani spontaneamente nel momento in cui venivano esposte icone o altri simboli cristiani come la croce.
Khusrau, insieme al suo fratellastro Khurram, nato dalla seconda consorte Jagat Gosain, divenne noto come il favorito di Akbar, che lo preferiva perfino ai propri figli, soprattutto dopo la morte, nel marzo 1605, del suo preferito, Daniyal Mirza, quando Akbar elevò Khusrau al di sopra di suo padre concedendoli il comando di 10.000 uomini e il diritto di esporre le insegne dell'imperatore. A quel punto, era descritto come un giovane bello ed educato, privo di vizi particolari e di carattere gradevole.
Man mano che cresceva e diveniva sempre più vicino a suo nonno, parallelamente il rapporto con suo padre peggiorava, malgrado la madre, nota per la sua lealtà a Salim, facesse ogni cosa in suo potere per ispirare nel figlio rispetto e lealtà verso il genitore. Alla fine Manbhawati cadde in depressione a causa delle tensioni fra i due e il 5 maggio 1605 si suicidò tramite un'overdose di oppio. Pochi mesi dopo, morì anche l'imperatore Akbar e Salim gli succedette, prendendo il nome regale di Jahangir. Salito al trono consapevole che suo padre lo disprezzava a causa della sua dissolutezza e negligenza e che avrebbe voluto diseredarlo a favore di Khusrau, e senza più Manbhawati a mediare fra i due, uno dei primi atti di Jahangir fu di degradare il figlio, privandolo degli onori concessigli da Akbar, e solo l'intervento della madre, delle matrigne (Ruqaiya e Salima) e delle sorelle di Jahangir evitarono che il principe venisse esiliato da corte.
Ormai in disgrazia, il 6 aprile 1606 Khusrau, con la scusa di rendere omaggio alla tomba di Akbar, fuggì da Agra con 350 uomini, coi quali raggiunse il suo luogotenente, Hussain Beg, che lo attendeva a Mathura con un esercito di 30.000 uomini. Sostenuto da potenti esponenti dell'amministrazione, dell'esercito e del clero, fra cui Abdur Rahim, governatore di Lahore, Tarn Taran Sahib e il santone Guru Arjan Dev, Khusrau assediò Lahore, difesa dalla guarnigione di Dilawar Khan. Jahangir mosse immediatamente contro il figlio e lo sconfisse in un'unica battaglia a Bhairowal, per poi catturarlo sulle rive del fiume Chenab, mentre era in fuga verso Kabul. Condotto prigioniero a Delhi, fu sottoposto a una punizione escogitata appositamente per l'occasione: fu incatenato su di un elefante, il quale venne fatto sfilare lungo il Chandni Chowk ai cui lati erano stati infissi dei lunghi pali e, man mano, su di essi vennero impalati i soldati, gli ufficiali e gli amici del principe. Khusrau fu così costretto a osservare la morte per impalamento dei suoi sostenitori, ascoltando le loro urla, senza poter in nessun modo fermare la marcia. Nel 1607, fu riportato ad Agra in catene e, davanti alla corte, accecato. Gli fu però risparmiata la vita, di nuovo per intercessione delle donne delle famiglia, e fu semplicemente posto agli arresti domiciliari a Burhanpur.

Con l'esclusione di Khusrau dalla successione, nei quindici anni seguenti la corte si spaccò in due fazioni, ognuna a sostegno di uno dei rimanenti figli di Jahangir. La prima, guidata dal gran visir Asaf Khan, sosteneva il terzogenito, Khurram Mirza, a cui nel 1612 aveva dato in sposa sua figlia Arjumand Banu Begum. La seconda, guidata da Nur Jahan, consorte favorita di Jahangir nonché sorella minore dello stesso Asaf Khan, sosteneva il figlio minore Shahryar, che nel 1621 aveva sposato la figlia di primo letto di Nur Jahan, Mihrunnissa Banu Ladli Begum. Rimase invece ignorato il secondogenito Parviz Mirza, considerato di carattere debole e non idoneo al trono. Entrambe le fazioni desideravano la custodia di Khusrau, perché, malgrado la mutilazioni, il principe rimaneva amato e rispettato e una potenziale minaccia per la conquista del trono. Gli scontri divennero sempre più accesi e nel 1616 Mariam-uz-Zamani, madre di Jahangir e fervida protettrice di Khusrau, scrisse al figlio una lettera in cui esponeva i suoi timori e lo accusava di non proteggere adeguatamente il figlio, spiegando che, se avesse consegnato Khusrau a Khurram o a Shahryar, lo avrebbero fatto uccidere, creando un precedente per il fraticidio all'interno della dinastia. Raccontò anche di come Nur Jahan avesse finto di piangere davanti a lei, cercando di manipolarla.
Tuttavia, Jahangir ignorò le preoccupazioni della madre e nel 1620 affidò Khusrau alla custodia del suo fratellastro minore Khurram e del suocero di questi, il gran visir Asaf Khan. Indispettita da ciò, Nur Jahan contattò segretamente Khusrau, offrendogli sostegno politico per la sua pretesa al trono se avesse accettato di sposare sua figlia Mihrunnissa e di renderla la sua consorte principale, ma Khusrau rifiutò per rispetto della consorte che già aveva e che gli era rimasta devota nonostante la cecità e la prigionia. Offesa, Nur Jahan abbandonò Khusrau al suo destino, alleandosi invece con Shahryar, ancora celibe, che nel 1621 sposò Mihrunnissa.

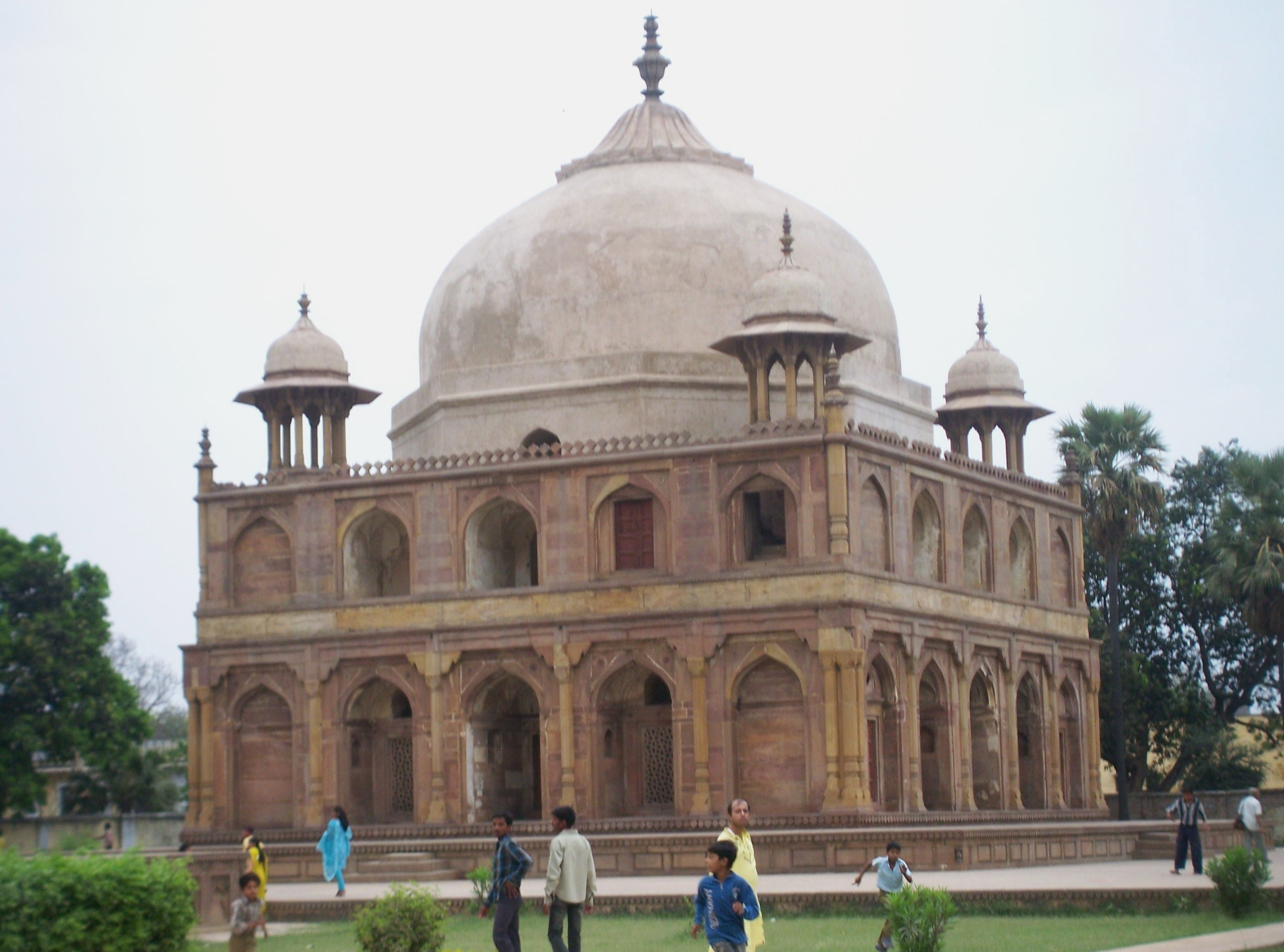
Khusrau Bagh

Il 26 gennaio 1622, Khusrau fu ucciso per ordine di Khurram, che giustificò il suo atto sostenendo che Khusrau stava pianificando la fuga per organizzare una nuova ribellione. Fu sepolto ad Allahabad, accanto a sua madre. In seguito, i corpi furono traslati nel nuovo mausoleo costruito a suo nome, il Khusrau Bagh.

## Conseguenze della sua morte
Alla morte di Jahangir nel 1627, sia Asaf Khan che Nur Jahan si mossero per assicurare il trono al rispettivo genero. Essendo Khurram assente, Asaf Khan nominò il figlio maggiore adolescente di Khusrau, Dawar Bakhsh, come imperatore fantoccio in attesa del suo arrivo. Il 30 dicembre 1628, Khurram fu incoronato imperatore con il nome di Shah Jahan e ordinò di giustiziare non solo i membri della sua famiglia che gli si erano opposti e i loro sostenitori (suo fratello Shahryar Mirza e i loro cugini Tahmuras e Hushang Mirza, figli del defunto principe Daniyal), ma pure, per precauzione, lo stesso Dawar e suo fratello minore Garshasp, di soli 12 anni.

## Famiglia

### Consorti
Khusrau Mirza aveva tre consorti note:
- Figlia di Mirza Aziz Koka, noto anche come Khan Azam, figlio di Jiji Anga, una delle balie di Jahangir e per questo da lui considerato un "fratello adottivo". Era anche la sorella di Habiba Banu Begum, che aveva sposato Murad Mirza, zio di Khusrau. Era la consorte favorita di Khusrau e l'unica che gli restò accanto dopo che fu accecato e imprigionato. Per amore e rispetto nei suoi confronti, Khusrau rinunciò a sposare Mihrunnissa Banu Ladli Begum, figlia di primo letto dell'imperatrice Nur Jahan, e di conseguenza il supporto politico necessario a essere reinserito nella linea di successione[13][14];
- Figlia di Jani Beg Tarkhan di Thatta, sorella di Mirza Ghazi Beg. Il matrimonio fu combinato per volontà del nonno di Khusrau, l'imperatore Akbar[15][16][17];
- Figlia di Muqim, figlio di Mihtar Fazil Rikabdar[18][19].

### Figli
Khusrau aveva almeno quattro figli:
- Dawar Bakhsh (1607 - 23 gennaio 1628) - con la figlia di Mirza Aziz Koka. Giustiziato per mano di suo cugino Shah Jahan;
- Buland Akhtar Mirza (nato l'11 marzo 1609) - con la figlia di Mirza Aziz Koka. Morto bambino;
- Garshasp Mirza (8 aprile 1616 - 23 gennaio 1628) - con la figlia di Muqim. Anche scritto Gurshasp. Giustiziato per mano di suo cugino Shah Jahan;
- Rateskar Mirza - maternità ignota. Morto infante.

### Figlie
Khusrau aveva almeno una figlia:
- Hoshmand Banu Begum (nata nel 1605) - maternità ignota. Alla sua nascita, fu predetto che sarebbe stata infausta per suo padre ma di buon auspicio per suo nonno, se l'avesse incontrata per la prima volta il giorno del suo terzo compleanno. Nel 1625 sposò suo cugino Hushang Mirza, figlio di Daniyal Mirza, per ordine di suo nonno Jahangir. Rimase vedova, senza figli, agli inizi del 1628, quando suo cugino Shah Jahan, appena conquistato il trono, giustiziò tutti coloro che gli si erano opposti, fra cui suo marito Hushang e suo cognato Tahmuras, a sua volta sposato con Bahar Banu Begum, figlia di Jahangir e sorellastra di Shah Jahan. Trascorse il resto della sua vita come vedova, confinata alla corte di Shah Jahan.